# Stanley Batista
Stanley Fortes Baptista é um militar brasileiro que foi superintendente-adjunto da Superintendência de Desenvolvimento do Nordeste durante a passagem do General Euler Bentes Monteiro (1967 - 1969) pelo comando do órgão. Diretor do Departamento Nacional de Obras Contra as Secas e instrutor da Academia Militar das Agulhas Negras foi durante o governo de Emílio Garrastazu Médici adjunto do Gabinte Militar da Presidência da República e chefe da seção técnica do 1º Grupamento de Engenharia em João Pessoa. Cotado para assumir o governo do Piauí recusou o cargo
em favor de Alberto Silva por ser militar da ativa segundo critérios estabelecidos por Brasília. No governo Ernesto Geisel foi diretor do Departamento Nacional de Estradas de Rodagem (DNER) no Rio Grande do Sul e presidente da Rede Ferroviária Federal.